# Nenad Nešić
Nenad Nešić (en serbio: Ненад Нешић; Sarajevo, 4 de julio de 1978) es un abogado y político serbobosnio. 
Se desempeña como ministro de Seguridad desde enero de 2023. Anteriormente se desempeñó como miembro de la Cámara de Representantes de 2018 a 2022. Es presidente del partido Alianza Popular Democrática.

## Biografía
Nešić estudió la escuela primaria en Sarajevo, la educación secundaria en Herceg Novi y luego abogacía en la Facultad de Derecho de la Universidad de Novi Sad. Trabajó en el Ministerio del Interior de la República Srpska.

## Ámbito político
Es miembro de la Alianza Popular Democrática. Fue el director en funciones de la compañía propiedad del estado Putevi Republike Srpske de 2016 a 2020. En las elecciones generales de Bosnia y Herzegovina de 2018, fue electo como miembro de la Cámara de Representantes de Bosnia y Herzegovina. Nešić fue electo presidente del DNS en 2020 y sucedió a Marko Pavić. Bajo su mandato, el DNS dejó la coalición oficialista de la República Srpska liderada por el SNSD y se volvió un partido de oposición.
El 2 de marzo de 2022, Nešić anunció su candidatura para las elecciones generales de Bosnia y Herzegovinacomo candidato a la presidencia tripartita de Bosnia y Herzegovina, en representación de los serbios. En las elecciones generales celebradas el 2 de octubre de 2022 obtuvo el 5,51% de los votos y no resultó electo.
El 25 de enero de 2023, luego de la formación de un nuevo gabinete presidido por Borjana Krišto, Nešić fue nombrado ministro de Seguridad en el gobierno de Krišto.